# Біокібернетика
Кіберне́тика біологі́чна (біокіберне́тика) — науковий напрям, пов'язаний з проникненням ідей, методів і технічних засобів кібернетики в біологію. 

## Опис
Зародження і розвиток біокібернетики пов'язані з еволюцією уявлення про зворотний зв'язок в живій системі і спробами моделювання особливостей її будови і функціонування (П. Анохин, М. О. Бернштейн та ін.). Ефективність математичного і системного підходів до дослідження живого показали і багато робіт в області загальної біології (ДЖ. Голдейн, Е. З. Бауер, Р. Фішер, І. І. Шмальгаузен і ін.). Процес «кібернетизації» біології здійснюється як в теоретичній, так і в прикладній областях. Основне теоретичне завдання біокібернетики — вивчення загальних закономірностей управління, а також зберігання, переробки і передачі інформації в живих системах (М. М. Амосов,Ю. Г. Антомонов) і їх послідовники.
Будь-який організм — це система, здібна до саморозвитку і керування як внутрішніми взаємозв'язками між органами і функціями, так і співвідношеннями з чинниками середовища. Прагнучи зрозуміти природу живого, учені часто прагнули відшукати в організмі те, що можна було досліджувати ізольовано.
Мета біокібернетики — вивчення організму з урахуванням основних взаємозв'язків починаючи з клітинного, тканинного, органного рівня і закінчуючи організмовим. Жива система характеризується не тільки обміном речовини і енергії, але і обміном інформації. Біокібернетика розглядає складні біологічні системи у взаємодії з середовищем саме з погляду теорії інформації. Одним з найважливіших методів біокібернетики є моделювання структури і закономірностей поведінки живої системи; воно включає конструювання штучних систем, які відтворють певні сторони діяльності організмів, їх внутрішні зв'язки і відносини (див. Моделювання). Біокібернетика розглядає живий організм як багатоцільову «ієрархічну» систему керування, що здійснює свою інтеграційну діяльність на основі функціонального об'єднання окремих підсистем, кожна з яких вирішує «приватну» локальну задачу. Особливість організму як складної динамічної системи — єдність централізованого і автономного керування. Саморегуляція, характерна для всіх рівнів керування живої системи, забезпечується автономними механізмами, поки не виникають такі збурення, які вимагають втручання центральних механізмів керування.
Останнім часом всю більшу увагу біологів привертають функціональні характеристики біологічних систем керування, обумовлені періодичними (ритмічними, циклічними) процесами. Живі організми з високою точністю здатні «вимірювати» час («біологічний годинник»). Це виражається в періодичних змінах дихання, температури тіла і інших процесів життєдіяльності. Природа біологічних ритмів ще багато в чому неясна, але є всі підстави вважати, що періодичність — фундаментальна характеристика функціонування біологічної системи і процесів керування у ній. Процеси, що відбуваються на кожному з рівнів живої системи, характеризуються своєю специфічною періодичністю, визначуваною як внутрішніми, так і зовнішніми чинниками. А між періодичною активністю окремих рівнів в нормально функціонуючому організмі існують певні фазові зрушення (зміщення в часі), обумовлені специфічною організацією керування на кожному з рівнів. Порушення цих нормальних фазових зрушень може викликати порушення роботи всієї живої системи або її частини. Це веде до збоїв в роботі системи керування і накопичення помилок, що можна описувати як поява «шумів». Корекція збоїв вимагає внутрішнього перенастроювання системи (її алгоритму) або зовнішніх дій, що управляють, за рахунок включення механізмів керування вищого рівня.
Живі істоти об'єднуються в системи різного порядку (популяції, біоценози і т. д.), утворюючи своєрідну ієрархію живих систем. У всіх цих надорганізмових системах, як і в житті клітки, розвитку організму, еволюції органічного світу в цілому, є внутрішні механізми регуляції, для вивчення яких також застосовні принципи і методи біокібернетики.
Механізми керування визначають перебіг життєвих процесів не тільки в нормі, але і в патології (див. Кібернетика медична). Клітина — складна саморегульована система. Вона посідає багатьма регуляторними механізмами, одним з яких є коливання її структури, пов'язані з діяльністю мітохондрії і збіжні з коливаннями окислювально-відновних процесів. Синтез білків в клітині керується генетично детермінованими механізмами, пов'язаними з процесами зберігання, переробки і передачі генетичній інформації. Вивчення життєдіяльності організму в цілому і його різних функцій, а також механізмів, керівників роботою окремих органів і систем — це та область, де біокібернетика виявилася найбільш результативною. У зв'язку з цим сформувалися самостійні напрями — фізіологічна кібернетика і нейрокібернетика, що вивчають механізми підтримки гомеостазу; принципи саморегуляції функцій організму і протікання в нім перехідних процесів; закономірності нервової і гуморальної регуляції в їх єдності і взаємодії; принципи організації і функціонування нейронів і нейронних мереж; механізми здійснення актів поведінки і інші проблеми. Вивчаючи закономірності роботи людського мозку, в основі якої лежить комплекс алгоритмів, тобто правил перетворення інформації, біокібернетика дозволяє моделювати (у тому числі і на ЕОМ) різні форми роботи мозку, виявляючи при цьому нові закономірності його діяльності. Створені, наприклад, програми для ЕОМ, що забезпечують можливість навчання, гри в шахи, доведення теорем і інше. Розвивається так зване евристичне програмування, коли досліджують і моделюють правила обробки інформації в мозку при тих або інших творчих процесах.
Аналіз механізмів індивідуального розвитку і процесів керування в популяціях і спільнотах, що включають зберігання, переробку і передачу інформації від особини до особини, — також сфера досліджень біокібернетики. На рівні біогеоценозів, включаючи і біосферу в цілому, біокібернетика намагається використовувати метод моделювання для цілей оптимізації біосфери, зокрема для визначення шляхів найраціональнішого втручання людини в життя природи.
Питання еволюції з позицій біокібернетики були вперше розглянуті І. І. Шмальгаузеном, який відзначив ієрархічність керування, виділив основні канали зв'язку між особинами, популяцією і біоценозом, визначив можливості втрати інформації і її спотворень і описав еволюційний процес в термінах теорії інформації. З цих же позицій досліджуються механізми різних форм відбору. 
Прикладом застосування біокібернетики у прикладних цілях може служити створення пристроїв для автоматичного керування біологічними функціями (так зване біопротезування), автоматичних пристроїв для оцінки стану людини під час трудової або спортивної діяльності, при творчій роботі, в субекстремальних і екстремальних умовах. 
Використання методів і засобів кібернетики для збору зберігання і переробки інформації отримуваною в ході біологічних досліджень дозволяє розкривати нові кількісні і якісні закономірності процесів, що вивчаються, і явищ. 
Велику роль в справі розвитку біокібернетики у СРСР зіграли конференції, наради і симпозіуми з біологічних аспектів кібернетики із біоелектричного керування, нейрокібернетики. Питання біокібернетики освітлюються у ряді радянських і зарубіжних журналів.